# Helicoverpa marmada
Helicoverpa marmada är en fjärilsart som beskrevs av Swinhoe 1918. Helicoverpa marmada ingår i släktet Helicoverpa och familjen nattflyn. Inga underarter finns listade i Catalogue of Life.